# Gallia Belgica
La Gallia Belgica fu una provincia romana ubicata negli odierni Paesi Bassi meridionali, Belgio, Lussemburgo, Francia nord-orientale e Germania occidentale. Gli abitanti originari della Belgica erano un misto di tribù celtiche e germaniche, denominate con il termine di Belgi dai romani. Secondo il De bello Gallico di Gaio Giulio Cesare, i confini tra la Gallia vera e propria e la Gallia Belgica erano determinati dai fiumi Marna e Senna mentre il confine con la Germania dal Reno. L'area dove era insediata la tribù degli Elvezi divenne parte della Belgica.

## Statuto
La provincia della Gallia Belgica fu creata da Ottaviano Augusto ed Agrippa fra il 27 ed il 22 a.C. all'interno del vasto piano di divisione della Gallia Comata in tre province: Aquitania, Lugdunense e appunto Belgica. Fu retta da un legatus Augusti pro praetore di rango pretorio ed ebbe inizialmente come capitale Durocortorum (Reims), quindi, da un anno imprecisato, Augusta Treverorum (Treviri).
Con Domiziano, le province galliche furono riorganizzate: la parte settentrionale della Gallia Belgica divenne la Germania Inferiore, la parte orientale la Germania Superiore e il confine meridionale fu esteso a sud. La nuova Gallia Belgica arrivò così a includere la città di Reims. Tale suddivisione corrispondeva più o meno agli attuali confini tra Paesi Bassi, Germania e Belgio.
La Belgica fu amministrata congiuntamente alle due Germanie da un punto di vista fiscale, grazie alla creazione del posto di procurator Augusti Belgicae et duarum Germaniarum, ambitissimo e delicato incarico che presiedeva, fra le altre cose, alla retribuzione di tutte le legioni renane. La sede del procuratore era a Treviri.
Con Diocleziano, la provincia fu divisa in Belgica I e Belgica II. La prima comprendeva le civitates Treuerorum, Leucorum, Mediomatricorum, Verodunensium, La seconda comprendeva invece le civitates Remorum, Suessionum, Veromanduorum (città principale Vermand), Atrebatium, Silvanectum, Bellovacorum, Ambianensium (o Ambianorum), Morinorum, Camaracensium (antica Nerviorum, capitale Camaracum - Cambrai), Catalaunorum (separata dalla civitas Remorum, con capitale Catalaunum - Châlons-en-Champagne), Bononensium (separata dalla civitas Morinorum, con capitale Bononia - Boulogne-sur-Mer).

## Storia

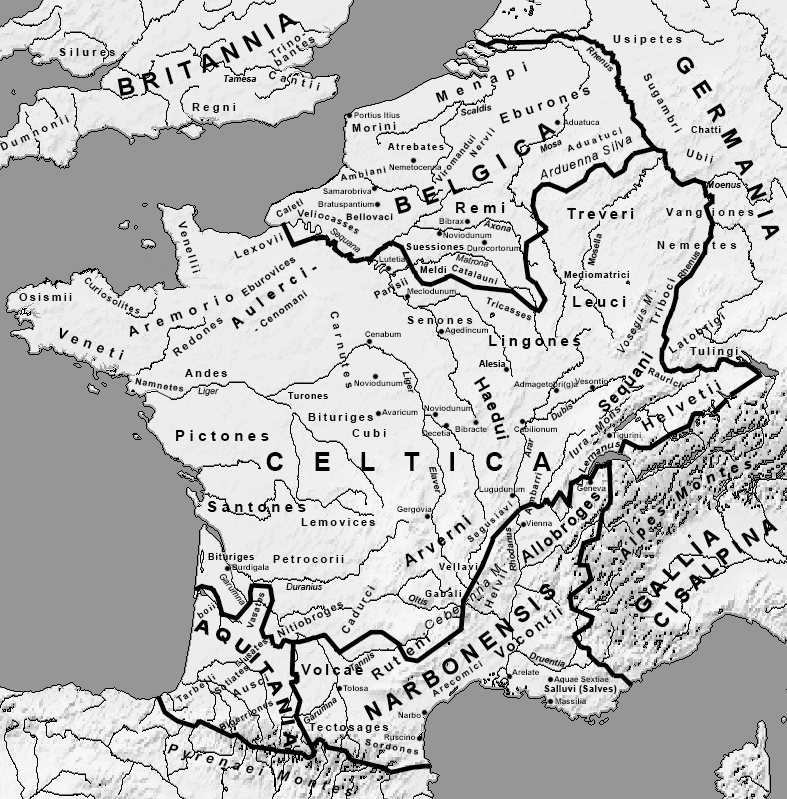
La regione della Gallia Belgica attorno al 50 a.C.

La regione corrispondente alla futura provincia venne sottomessa dall'armi di Cesare nel 57 a.C., nel secondo anno della campagna di Gallia che ebbe come punto culminante la battaglia del fiume Sabis. Nel 50/49 a.C., terminata la conquista della Gallia, la regione della Belgica entrò a far parte della Gallia Comata.
Nel 406/407, i Vandali, gli Alani e i Suebi devastarono la provincia, abbandonandola per poi dirigersi in Spagna. Nel frattempo la Belgica cadde sotto il controllo dell'usurpatore Costantino III (406-411) e successivamente sotto il controllo di un altro usurpatore, Giovino (413), eletto quest'ultimo a Magonza (Germania Superiore) da Alani e Burgundi. Entrambi gli usurpatori vennero sconfitti dal generale Flavio Costanzo, ma il controllo della regione da parte di Roma, seppur restaurato, era assai precario a causa delle continue incursioni nemiche e le rivolte dei Bagaudi (movimenti separatisti nella Gallia Settentrionale). Pare che nel V secolo il controllo di Roma nella Gallia a nord della Loira fosse solo nominale, al punto che da allora in poi venne definita "Gallia Ulteriore" per distinguerla dalla Gallia meridionale (a sud della Loira), dove il controllo da parte delle autorità di Ravenna era più saldo; inoltre, non va dimenticato che nella commedia del V secolo Querolus, viene affermato che chi si trovasse a nord della Loira non sarebbe obbligato a rispettare le leggi di Roma. Inoltre, proprio durante il periodo dell'usurpazione di Costantino III, la capitale della Prefettura delle Gallie fu spostata da Treviri ad Arelate (in Gallia meridionale).
Nel 436/437 Ezio sconfisse, con l'aiuto degli Unni, i Burgundi, che stavano devastando la Gallia Belgica. Nel 457 i Franchi conquistarono Colonia e Treviri. In seguito Soissons, nella Gallia Belgica, divenne la capitale del Dominio di Soissons, stato secessionista romano governato da Siagro. Nel 486 i Franchi sconfissero Siagro, annettendo la Gallia Belgica e i residui della Gallia Settentrionale romana al Regno dei Franchi.
La regione corrispondente alla provincia originaria nel V secolo divenne il cuore del regno merovingio di Clodoveo I e nell'VIII secolo quello dell'Impero carolingio. Dopo la morte del figlio di Carlo Magno, Luigi I, la regione fu suddivisa.

## Geografia politica ed economica
La provincia fu senza dubbio una florida economia, fondata essenzialmente sull'agricoltura e sull'indotto offerto dal mantenimento delle legioni stanziate lungo il Reno. La ricchezza di Treviri, soprattutto nel medio e tardo impero, ne è un esempio. Al tempo di Costantino, soprattutto, la capitale visse un periodo di estrema floridezza, non a caso sede imperiale prima e sede della Prefettura delle Gallie poi.
Gli abitanti della Belgica, tuttavia, ebbero una romanizzazione più lenta e parziale, rispetto al resto delle province dedotte sulla Gallia Comata. Forse la composizione etnica poco omogenea, forse la prossimità alle Germania libera, sta di fatto che in varie occasioni i Belgi tentarono l'insurrezione, fra cui, la più nota rimane la rivolta batava del 70 d.C.

### Principali centri abitati
Al tempo di Augusto, i più importanti centri erano: 
- Atuatuca Tungrorum (Tongres)
- Augusta Suessionum (Soissons)
- Augusta Treverorum (Treviri)

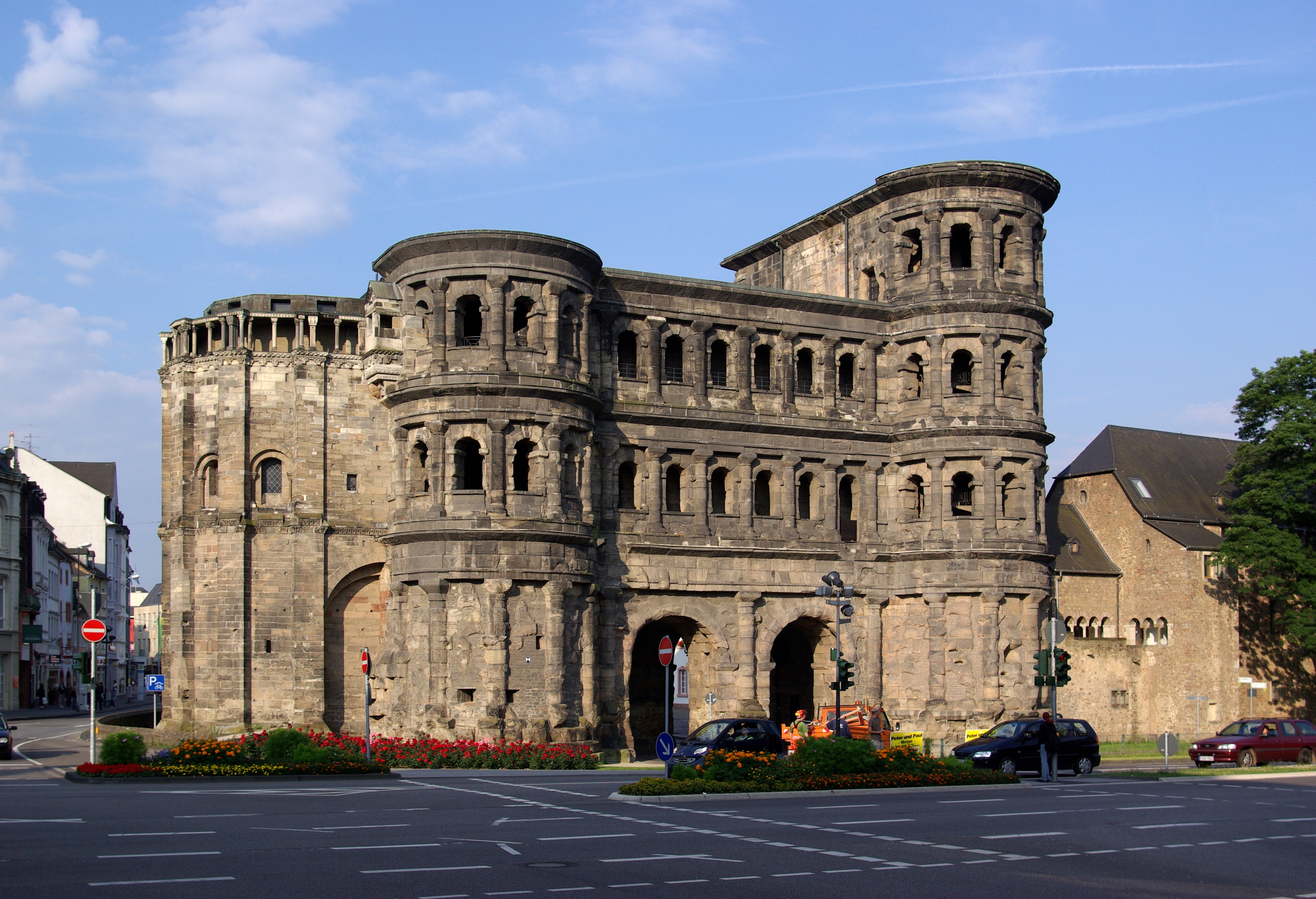
La Porta Nigra a Treviri
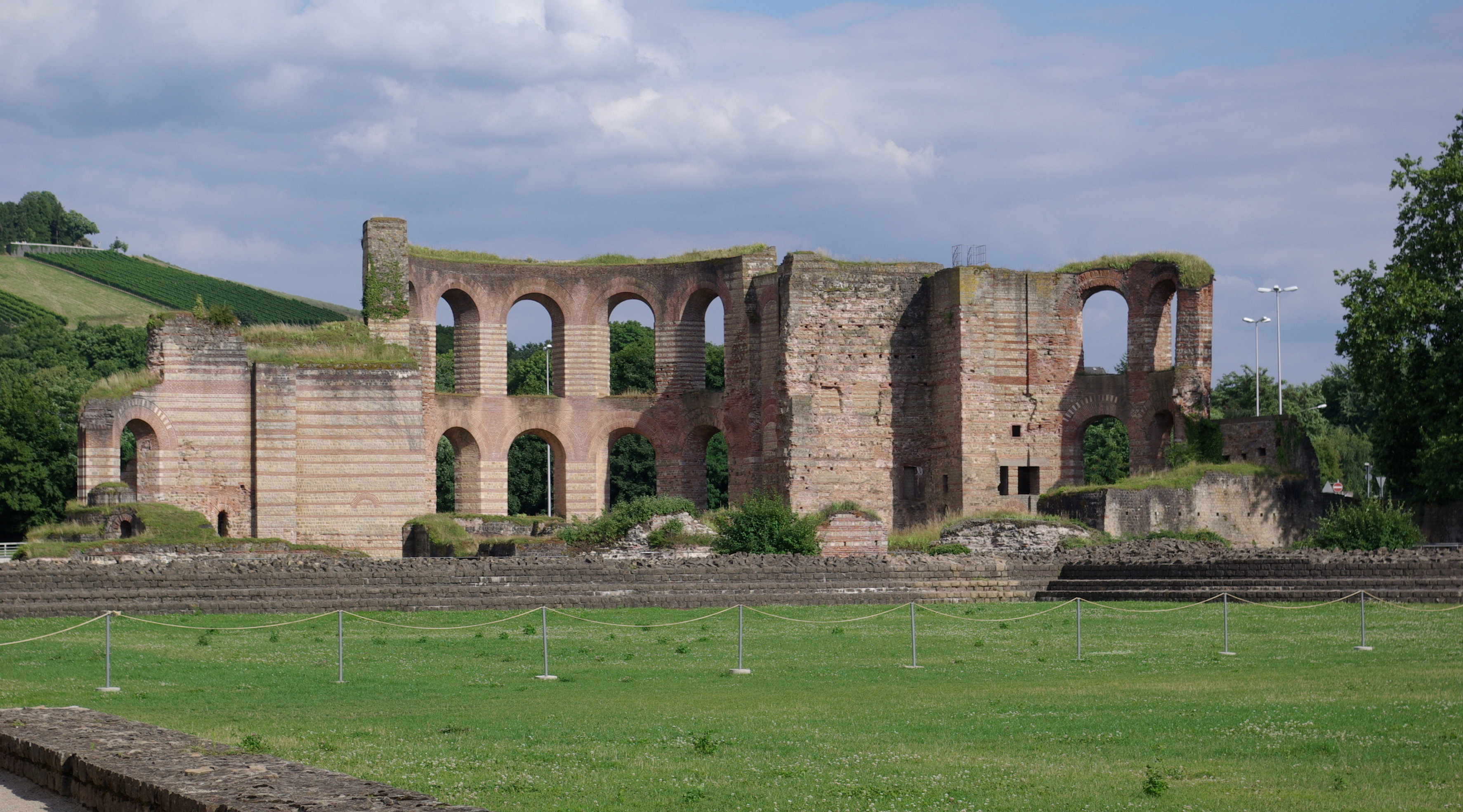
Le terme di Costantino a Treviri.

- Augusta Viromanduorum (San Quintino)
- Augustomagus (Senlis)
- Bagacum (Bavay)
- Caesaromagus (Beauvais)
- Divodurum Mediomatricorum (Metz)
- Durocortorum (Reims)
- Nemetacum (Arras)
- Samarobriua (Amiens)
- Tullum (Toul)